# Josef Bertl
Josef Bertl (6. leden 1866 Soběslav – 30. květen 1955 Praha) byl český architekt, profesor pozemního stavitelství na České vysoké škole technické v Brně (1901–1905) a profesor pozemního stavitelství a nauky o stavebních hmotách na Císařské a královské české vysoké škole technické v Praze (1905–1936).

## Život
Narodil se v rodině učitele. Po absolvování vyšší reálky v Kutné Hoře obdržel stipendium a pokračoval studiem na Umělecko-průmyslové škole ve Vídni. V roce 1884 přešel na Císařskou a královskou českou vysokou školu technickou v Praze, kde dokončil studia v roce 1890, a to s vyznamenáním. Již během studia pracoval pro různé firmy, například pro firmu Ringhoffer. V letech 1889–1893 působil na ČVUT jako asistent prof. Jiřího Pacolda na katedře pozemního stavitelství. V roce 1891 se podílel na organizaci první výstavy Spolku inženýrů a architektů v Praze, v jejím katalogu figuruje v I. sekci  pod vedením prof. osefa Schulze.
V roce 1893 byl autorizován stavitelem a nastoupil nejprve do firmy Otakara Materny a v roce 1895 přešel do stavební firmy Václav Nekvasil, kde v letech 1899–1901 pracoval jako ředitel její stavební kanceláře.
V roce 1901 byl povolán na Českou vysokou školu technickou v Brně a dne 29. listopadu téhož roku byl jmenován řádným profesorem pozemního stavitelství. Podílel se na koncepci areálu VUT v Brně. V roce 1902–1903 byl děkanem odboru stavebního inženýrství a v roce 1904–1905 rektorem školy. V roce 1904 byl rovněž prvním předsedou klubu SK Moravská Slavia Brno.
V roce 1905 byl jmenován profesorem pozemního stavitelství a nauky o stavebních hmotách na Císařské a královské české vysoké škole technické v Praze. Pro akademický rok 1908–1909 byl zvolen rektorem, v letech 1920–1922 byl děkanem fakulty architektury a pozemního stavitelství.
V roce 1914 byl zvolen prezidentem Česko-německé inženýrské komory pro Království české. Byl rovněž dlouholetým členem Spolku architektů a inženýrů.
Politicky se angažoval v mladočeské straně (později Československá národní demokracie).

### Rodina
S manželkou Julií, rozenou Ševčíkovou (1876–??) a rodinou bydlel od roku 1905 na Královských Vinohradech, kde Bertl navrhl vlastní secesní vilu v Hradešínské ulici čp. 1098/II, na 
nároží ulice U vodárny, naproti starší vile Emila Kolbena (1897).  
Bertlovi měli čtyři děti, dcera Marie zemřela předčasně v pětadvaceti letech.

## Dílo
- 1897 budova pivovaru v Holešovicích, spoluautor: Otakar Bureš
- 1899–1900 budova kadetní školy, spoluautor: František Eckert, Praha 6, čp. 221, Mariánské hradby 2, Tychonova 1, Milady Horákové 135 – dnes objekt ministerstva obrany[5]
- 1900–1901 objekt vojenských zásobáren, Praha 6 - Dejvice, čp. 229, Generála Píky 1
- 1904 budova reálky v Litovli
- 1907 vila čp. 279, Praha 6 - Bubeneč, Pod Kaštany 16
- 1907–1911 budova VUT, Brno, čp. 331, Veveří 95
- Městská spořitelna na Vinohradech a její pobočka v Mukačevu
- 1910 vlastní vila čp. 1098/II, Praha 10 - Vinohrady, Hradešínská 2
- vila čp. 1099, Praha 10 - Vinohrady, Hradešínská 14
- 1911–1912 spořitelna ve Vršovicích, spoluautor: Antonín Balšánek, čp. 67, Praha 10 - Vršovice, Vršovické náměstí 8
- stavební program areálu ČVUT v Dejvicích
- tržnice v Pardubicích
- zastavovací plán Spořilova

## Spisy
- Jiří Pacold: Konstrukce pozemního stavitelství, 1890–1895 – spoluautor
- Novostavby c. k. české vysoké školy technické v Praze, Praha : vlastní náklad, 1914
- Konstruktivní stavitelství, Praha : Spolek posluchačů inženýrství, 1920
- Stavitel a zákony, nařízení a různé předpisy, Praha : vlastní náklad (komise nakladatelství F. Řivnáč), 1926

## Ocenění díla
- V roce 1935 mu byl udělen čestný titul doktora technických věd (Dr.h.c.) Českého vysokého učení technického v Praze [6].